# Autostrada A16 (Italien 1966–1973)
Die Autostrada A16 war eine italienische Autobahn, welche von Rom nach Civitavecchia führte.
Der Abschnitt von Rom nach Civitavecchia, ursprünglich als „A16“ eingestuft, wurde im Dezember 1966 für den Verkehr freigegeben und am 18. Januar des Jahres nach Anwesenheit der Minister Andreotti, Bo und Mancini eingeweiht.
Die Autobahn führte vom Knoten mit der Autobahn A91 entlang einer der Landebahnen des internationalen Flughafens Leonardo da Vinci nach Fregene. Es folgten die Anschlussstellen Torrimpietra, Cerveteri – Ladispoli, Santa Marinella – Santa Severa, Civitavecchia (Süd und Nord), bis sie nördlich von Civitavecchia in die Staatsstraße Aurelia mündete. Später wurde diese Autobahn zu einem Abschnitt der A12 umgewidmet. 1973 wurde die Nummer A16 an die Autobahn Napoli – Canosa vergeben, welche ursprünglich einen Teil der A17 darstellte.